# Алварис-Флоренси
Алварис-Флоренси (порт. Álvares Florence) — муниципалитет в Бразилии, входит в штат Сан-Паулу. Составная часть мезорегиона Сан-Жозе-ду-Риу-Прету. Входит в экономико-статистический микрорегион Вотупоранга. Население составляет 3773 человека на 2006 год. Занимает площадь 361,844 км². Плотность населения — 10,4 чел./км².
Праздник города — 10 апреля.

## История
Город основан в 1948 году.

## Статистика
- Валовой внутренний продукт на 2003 составляет 56 342 163,00 реала (данные: Бразильский институт географии и статистики).
- Валовой внутренний продукт на душу населения на 2003 составляет 14 008,49 реала (данные: Бразильский институт географии и статистики).
- Индекс развития человеческого потенциала на 2000 составляет 0,771 (данные: Программа развития ООН).

## География
Климат местности: субтропический. В соответствии с классификацией Кёппена, климат относится к категории Cfb.